# Anglofrisiska runraden
| Anglofrisiska runraden / futhorc | |
| Brosch funnen i Malton med elva runor från den anglo-saxiska runraden. De sex första runorna stavar "fuþorc". De andra fem "glaye", dialektvariant av fornengelskans "gleaw" med meningen kunnig, kyn, skicklig. | |
| \| Alternativa namn \| Futhorcen Anglofrisiska futharken Anglosaxiska runraden Anglosaxiska futharken 28-typiga runraden 28-typiga futharken 28-typig futhark (typnumren löper beroende på vilket runantal som avses) \| \| Typ \| Futhark (runalfabet) \| \| Period \| ca 400-tal–1100-tal \| \| Epok \| Folkvandringstid Vikingatid/Tidigmedeltid \| \| Område \| Brittiska öarna Frisien \| \| Språk \| Anglofrisiska språk: • Anglosaxiska • Urfrisiska > Fornfrisiska \| | |
| Alternativa namn | Futhorcen Anglofrisiska futharken Anglosaxiska runraden Anglosaxiska futharken 28-typiga runraden 28-typiga futharken 28-typig futhark (typnumren löper beroende på vilket runantal som avses) |
| Typ | Futhark (runalfabet) |
| Period | ca 400-tal–1100-tal |
| Epok | Folkvandringstid Vikingatid/Tidigmedeltid |
| Område | Brittiska öarna Frisien |
| Språk | Anglofrisiska språk: • Anglosaxiska • Urfrisiska > Fornfrisiska |

Anglofrisiska runraden eller anglosaxiska runraden, även 28-typiga futharken (senare 33-typiga futharken) eller futhorc (ᚠᚢᚦᚩᚱᚳ, fuþorc), kallas den runrad som användes av anglosaxare och friser under 1000-talets andra hälft för att skriva de inhemska språken anglosaxiska och fornfrisiska. Namnet futhorc kommer från uttalet av de första sex runorna i runraden (jämför futhark).
Den anglofrisiska runraden är likt den yngre 16-typiga nordiska runraden en vidareutveckling av den den äldre 24-typiga samgermanska runraden men skiljer sig i att ha fler runor än bådadera, från början 28 runor i en äldre anglofrisisk runrad (äldre 28-typiga anglofrisiska runraden), senare 33 runor i en yngre anglosaxisk runrad (yngre 33-typiga anglosaxiska runraden), med ett antal icke standardiserade/odokumenterade runor utöver dessa. Då futhorc tros kan ha först nyttjats i Frisien (Friesland) före den anglosaxiska bosättningen av Britannien kallas den relativt ofta för anglofrisiska runraden.
| 24-typig (äldre futhark) | 24-typig (äldre futhark) | 24-typig (äldre futhark) | 24-typig (äldre futhark) | 24-typig (äldre futhark) | 24-typig (äldre futhark) | 24-typig (äldre futhark) | 24-typig (äldre futhark) | 24-typig (äldre futhark) | 24-typig (äldre futhark) | 24-typig (äldre futhark) | 24-typig (äldre futhark) | 24-typig (äldre futhark) | 24-typig (äldre futhark) | 24-typig (äldre futhark) | 24-typig (äldre futhark) | 24-typig (äldre futhark) | 24-typig (äldre futhark) | 24-typig (äldre futhark) | 24-typig (äldre futhark) | 24-typig (äldre futhark) | 24-typig (äldre futhark) | 24-typig (äldre futhark) | 24-typig (äldre futhark) |  | 28-typig | 28-typig | 28-typig | 28-typig |  | 33-typig | 33-typig | 33-typig | 33-typig | 33-typig |  | n/a       |
| ᚠ                        | ᚢ                        | ᚦ                        | ᚩ                        | ᚱ                        | ᚳ                        | ᚷ                        | ᚹ                        | ᚻ ᚺ                      | ᚾ                        | ᛁ                        | ᛄ ᛡ                      | ᛇ                        | ᛈ                        | ᛉ                        | ᛋ ᚴ                      | ᛏ                        | ᛒ                        | ᛖ                        | ᛗ                        | ᛚ                        | ᛝ                        | ᛞ                        | ᛟ                        |  | ᚪ        | ᚫ        | ᚣ        | ᛠ        |  | ᛡ        | ᚸ        | ᛣ        | ᛢ        | ᛥ        |  | ᛤ         |
| f v                      | u o                      | þ ð                      | o å ö                    | r                        | c k sj tj                | ȝ g ng k                 | w                        | h                        | n                        | i                        | j                        | ï é ēo                   | p                        | x                        | s                        | t                        | b                        | e ä                      | m                        | l                        | ŋ ng                     | d                        | œ oe ōe                  |  | a        | æ, y     | y        | ea æa    |  | īe īo    | ḡ        | k        | q        | st       |  | ck kk k̄ c̄ |

Runraden brukades troligtvis från andra halvan av 400-talet och framåt i både fornengelska och fornfrisiska (innan 700-talet urfrisiska). Gradvis ersattes runraden i anglosaxiska England av det latinska alfabetet som introducerades av missionärer och vid 1000-talet var de ej längre i utbrett bruk, men Byrthferthmanuskriptet (MS Oxford St John's College 17) pekar dock åt att viss förståelse av runraden överlevde in på 1100-talet. Från de ungefär fem till sju århundraden som runraden existerade i bruk har färre än 200 överlevande fynd med runorna gjorts vilket gör det svårt att uppskatta dess historiska utspridning och bruk samt ljudvärdena av vissa runvarianter. I jämförelse finns flera tusen runinskrifter av yngre futhark, däribland omkring 4 000 i Sverige.

## Historia
Motsägande teorier om futhorcens ursprung råder. En teori föreslår att den utvecklades i Frisien och därifrån spred sig till Britannien. En annan teori menar att runorna först introducerades till Britannien från fastlandet, varefter de utvecklades och sedan infördes till Frisien. Inga av teorierna är säkra och mer arkeologiskt bevis behövs för att fastställa futhorcens tidiga historia.

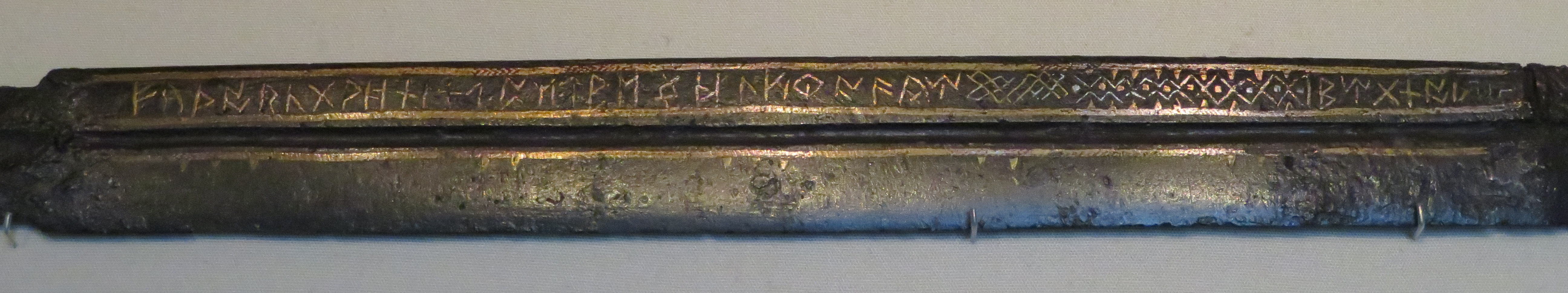
Hela äldre 28-typiga anglofrisiska runraden inlagd på Themsensvärdet.
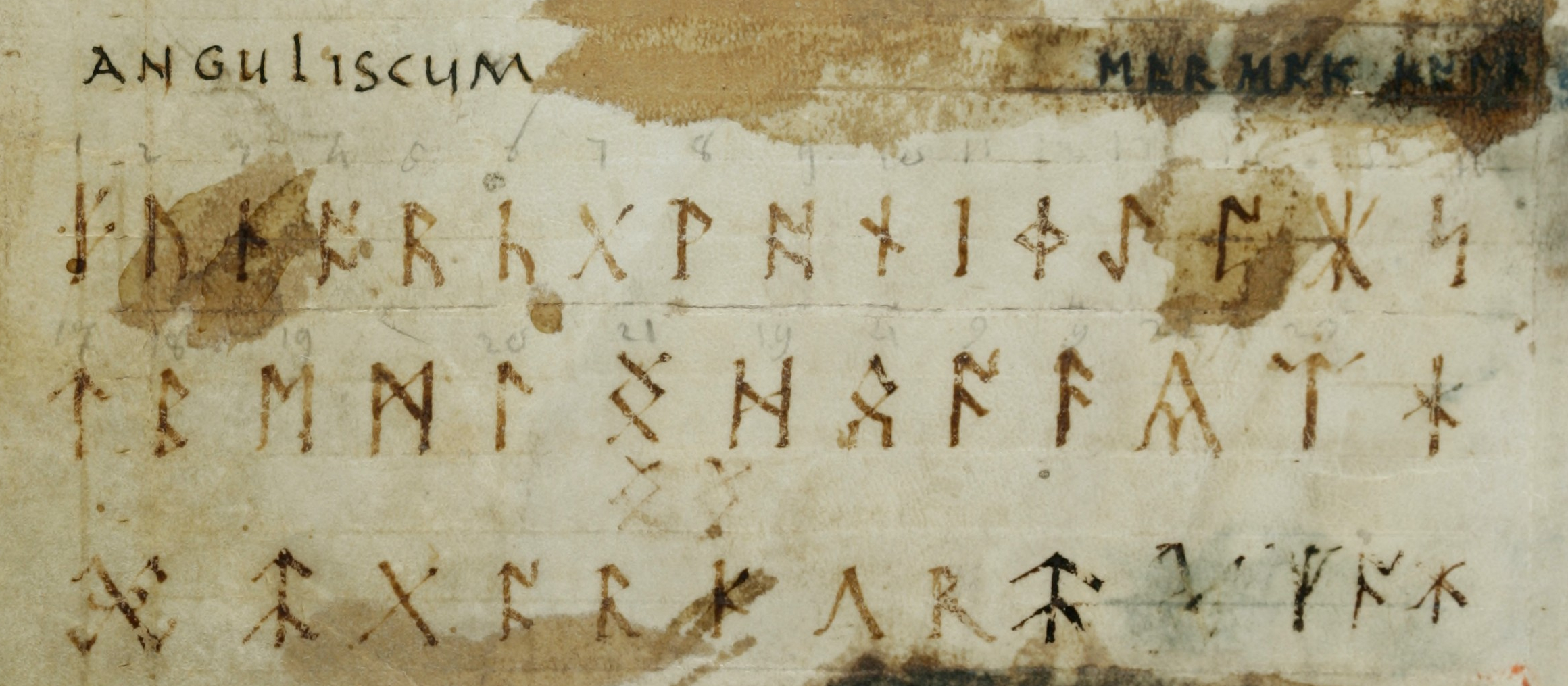
Abecedarium anguliscum i Codex Sangallensis 878(en) (800-tal).

Den tidiga futhorcen var nästan identisk till den 24-typiga samgermanska runraden, förutom delningen av ᚨ "a" till tre åtskilda runor i futhorcen:  ᚪ "āc", ᚫ "æsc" och ᚩ "ōs" vilket resulterade i en 26-typig runrad. Detta gjordes för att ta hänsyn till de nya fonem som uppstod i de nordsjögermanska språken från en delning av allofoner av långa och korta a. Den tidigaste förekomsten av ᚩ ōs-runan är från 400-talet e.Kr på Undleybrakteaten. De tidigaste förekomsterna av ᚪ āc-runan kan vara från 500-talet e.Kr på föremål såsom Schweindorfsolidusen. Den dubbelekrade ᚻ hægl-runan förekom tidigast på kontinentala ristningar, så sent som 698 på sankt Cuthberts kista; innan dess nyttjades endast den enkelekrade runan.

Yngre 33-typiga anglosaxiska runraden, med den orankade sällsynta ᛤ-runan (34-typig).

Runskrifter med runraden i England kom att förknippas med latinsk scriptorium från det att anglosaxarna konverterade till kristendomen under 800-talet. Futhorcen började ersättas av det latinska alfabetet från 800-talet och framåt men brukades ändå upp till ungefär 900- eller 1000-talet- I vissa fall ritades skrifter med latinska bokstäver men ᚦ þorn och ᚹ ƿynn nyttjades då som utökningar av det latinska. Vid den normandiska erövringen av England 1066 var bruket av runorna mycket sällsynt och kort därefter föll den helt ur bruk. Från de ungefär fem till sju århundraden som runraden existerade i bruk har färre än 200 överlevande fynd med runorna gjorts.
Flera kända Engelska exemplar blandade runorna och romersk skrift, eller fornengelska och latin, på samma föremål, såsom Franks reliktskrin och sankt Cuthberts kista. På den senare ristades fyra av evangelisternas namn med runor, medan "LUKAS" (sankt Lukas) gjordes med latinska bokstäver. Kistan är också ett exempel på ett föremål skapat i hjärtat av den anglosaxiska kristna kyrkan. Den brittiske historikern och runologen Raymond Ian Page förkastade påståendet att de anglosaxiska runorna främst nyttjades för runmagi och anglosaxisk paganism efter kristendomens införande.